# Алагоашки хоко
Алагоашки хоко (лат. Mitu mitu) је врста птице из рода Mitu, породице Cracidae. Пре је живела у шумама североисточног Бразила, али је данас изумрла у природи. Постоје неке популације у заточеништву. Због многих недоумица око таксономског статуса некад је укључивала помало себи сличну и распрострањенију врсту Mitu tuberosum као своју подврсту.

## Опис
Укупно је дуга око 83-89 сантиметара. Има црвени кљун с белим врхом, а перје јој је црно са љубичасто-плавкастим сјајом. Подручје између ногу и репа је кестењасто, док је шареница црвенкасто-смеђе боје. Четрнаест репних пера су бледо-смеђе боје. Женка је мало светлија од мужјака. Храни се углавном воћем и орасима.

## Статус
Изумрла је у природи због лова и крчења шума. Последња јединка је виђена и убијена 1984., или можда 1987. или 1988. Популације у заточеништву су опсежно хибридизиране с онима врсте Mitu tuberosum, те је остало неколико десетака чистокрвних јединки. У заточеништву јој је могући животни век више од 24 године. Према ЦИТЕС-у јој је одређена категорија Appendix I, те је заштићена под бразилским законом.